# Frazioni di Ventimiglia
Il territorio comunale di Ventimiglia conta 13 quartieri cittadini (due delle quali ex frazioni) e 22 frazioni, oltre a numerose località minori comunali, raggruppate convenzionalmente in sei delegazioni.
Da ponente a levante si possono dividere in:

## Frazioni poste lungo laSS 1Aurelia

### Grimaldi Inferiore
Posta a 34 m s.l.m., è la più vicina al confine con la Francia, a cui si accede tramite i due valichi di Ponte San Luigi (sul vecchio tracciato della S.S. 1) e di Ponte San Ludovico (lungo il nuovo tracciato a mare, o S.S. 1 dir.). Presso quest'ultimo sono le grotte dei Balzi Rossi.

### Grimaldi Superiore
Talvolta definita semplicemente Grimaldi, è situata in una posizione panoramica a circa 200 m s.l.m.

### Mortola Inferiore
Mortola Inferiore o La Mortola, a circa 100 m s.l.m., è nota per le sue spiagge (in particolare quella di Baia Beniamin), la sua pineta e soprattutto per il promontorio di Capo Mortola, su cui sorgono i giardini botanici Hanbury.

### Mortola Superiore
Nota popolarmente come i Ciotti, sorge a circa 340 m e si raggiunge dal vecchio tracciato della S.S.1. Vi si trova il santuario di Nostra Signora dell'Aria Aperta. Comprende le località di Colla, Case Gina, Case Carli Case Canun.

### Latte
A 5 km da Ventimiglia e a 17 m s.l.m., nella piana del rio omonimo, era nota anche come San Bartolomeo. È la frazione più popolosa dopo Roverino, dotata di banca, farmacia e ufficio postale. La piana era attraversata dalla via Julia Augusta, e vi sono stati rinvenuti i resti di una villa di epoca romana.
Comprende anche le seguenti località, poste nella valle del rio Sgorra (affluente di destra del rio Latte): Zanin, Roberto, Sgorra (o Sgurra), Tantei, Lercari, Casette e Cresci.

### Calandri
Comprende gli abitati di Ville Inferiori, Ville Superiori e la località Peidaigo (in cui si trova il Forte San Paolo), comunemente considerata parte integrante della città, come un quartiere collinare e residenziale.

## Frazioni poste nella valle del rio Latte

### Carletti
Comprende anche gli abitati di Dormi-dormi.

### Sealza
Comprende anche i nuclei di Ciape, Bastei, Peiri e Giriai, Balli e Case Molinari.
Il toponimo deriva dal termine dialettale "Seaussa", ovvero pianta di gelso.

### Sant'Antonio
Si sviluppa intorno alla chiesa di Sant'Antonio Abate sulla selletta che mette in comunicazione la valle Latte con Calvo in valle Bevera.

### Villatella

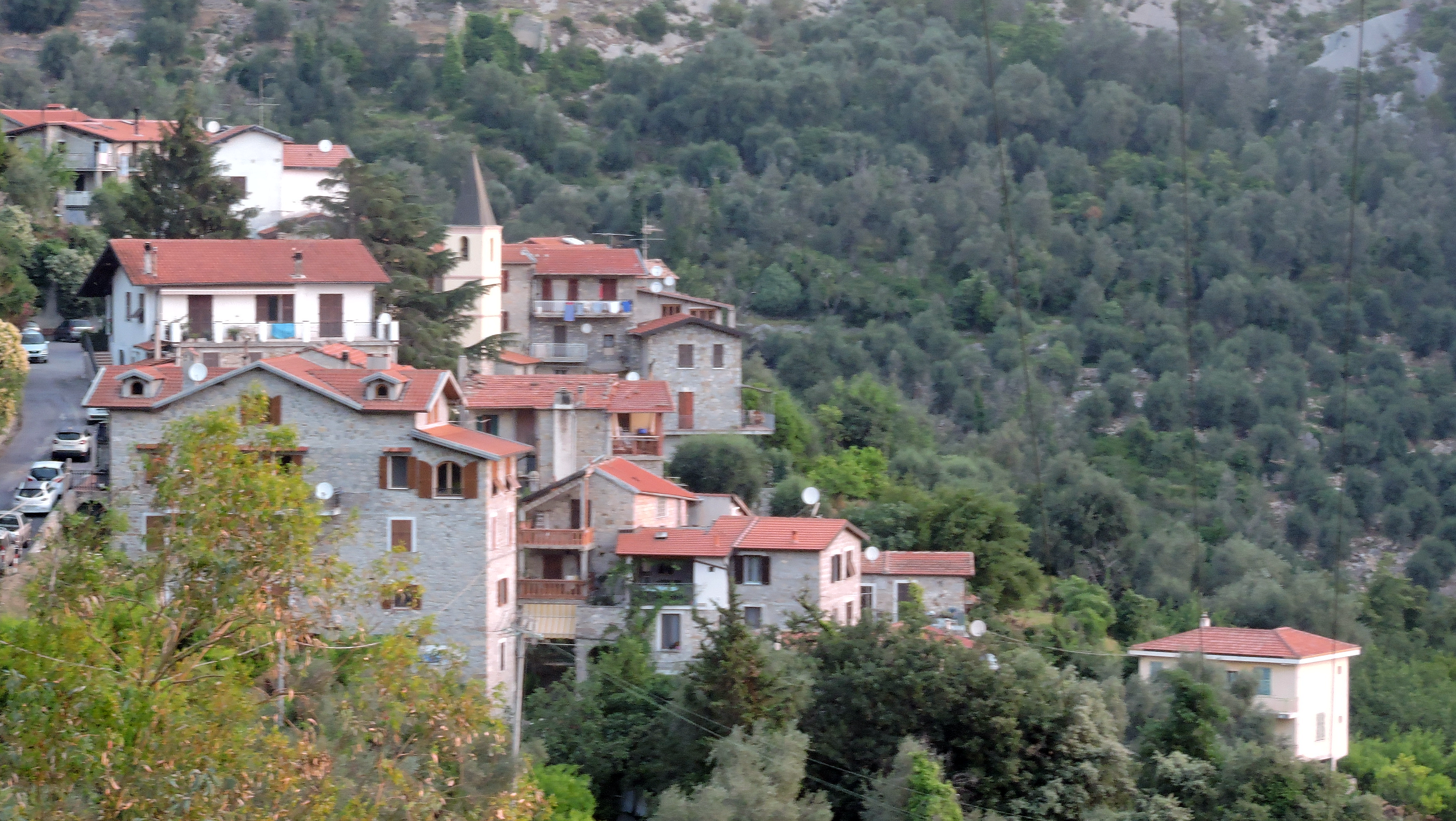
Villatella vista dall'alto

Alle falde del monte Grammondo, è la frazione più distante dal capoluogo e quella posta a quota più elevata (circa 400 m s.l.m.).

## Frazioni poste fra la valle del rio Latte e la valle Roia

### Calandri
Frazione situata tra le valli del rio Latte e del Roja, al di sopra del quartiere Ville.

### San Lorenzo
Frazione collinare posta nella sella tra la val Roja e la valle del rio Latte. Si trova a 287 m s.l.m. e in prossimità di Castel d'Appio. È un piccolo paese, con una chiesa e con vista sul mare.

### Seglia e San Bernardo
Un tempo due frazioni distinte, oggi raggruppate in una, comprende le località Boi, San Bernardo e Seglia.
Località Boi è un borgo tipico di origine medievale dove un tempo sorgeva un casamento turrito appartenuto ai conti Bono di Ventimiglia.

## Frazioni poste lungo la valle Roia

### Roverino (quartiere)

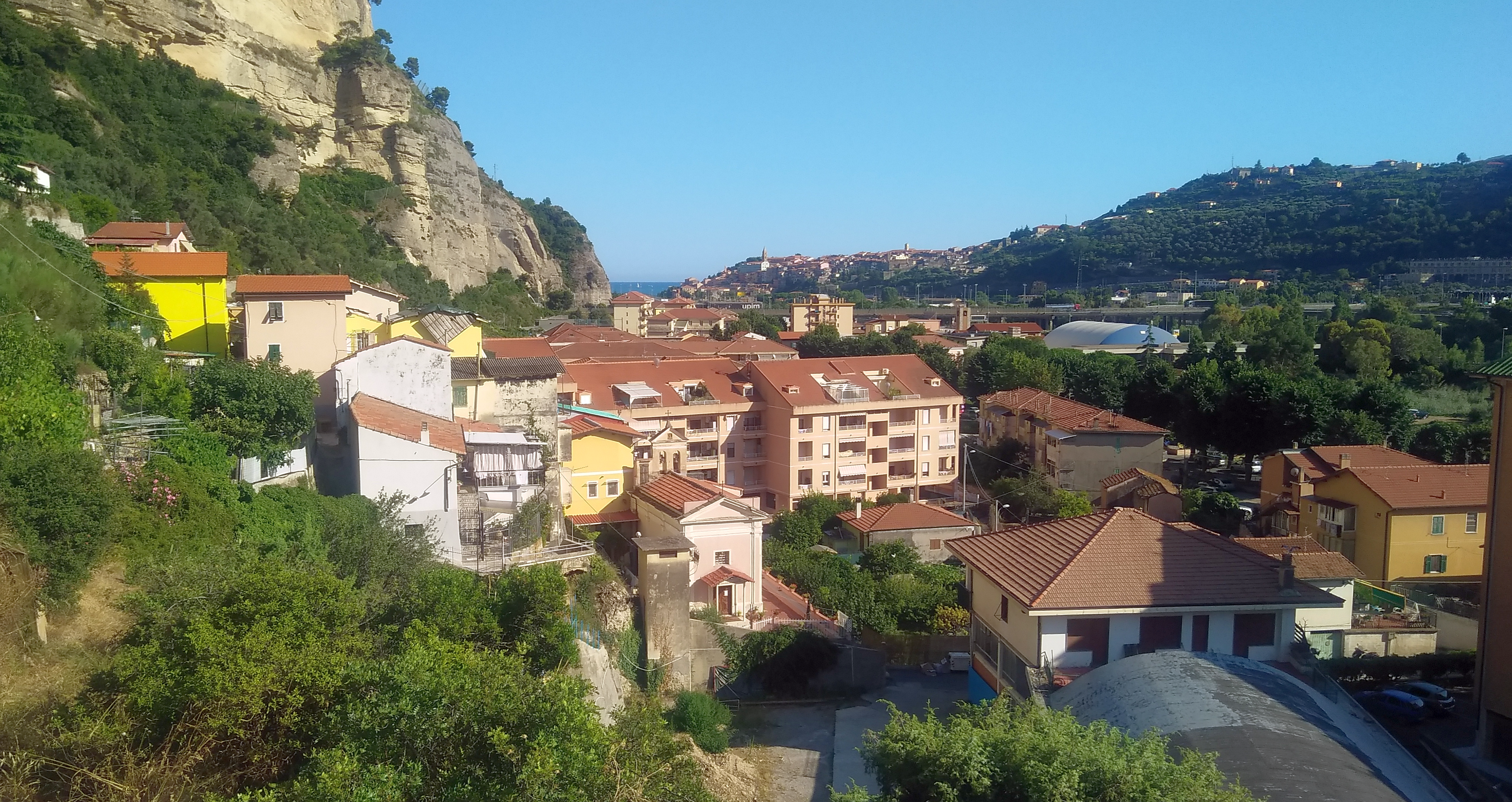
Veduta di Roverino

Roverino (in dialetto Ruverìn) è la frazione più popolosa di Ventimiglia, la prima che s'incontra risalendo la val Roia, sulla riva sinistra. Oggi è pure un quartiere cittadino, con un asilo nido, una scuola materna, una scuola elementare e una scuola media.

### Porra
Porra (in dialetto e Pore) è una frazione di Ventimiglia sorta in una zona boschiva, abitativa solo di recente. All'inizio del secolo conteneva alcuni uliveti inframezzati da bosco ceduo e macchia mediterranea.

### Trucco
Trucco (in dialetto u Trüccu) è una frazione sita a pochi chilometri da Ventimiglia, lungo la Strada statale 20 della val Roia in direzione del Col di Tenda.

### Verrandi
Verrandi (in dialetto i Veràndi) è una piccola frazione, prossima a quella di Trucco.

### Varase

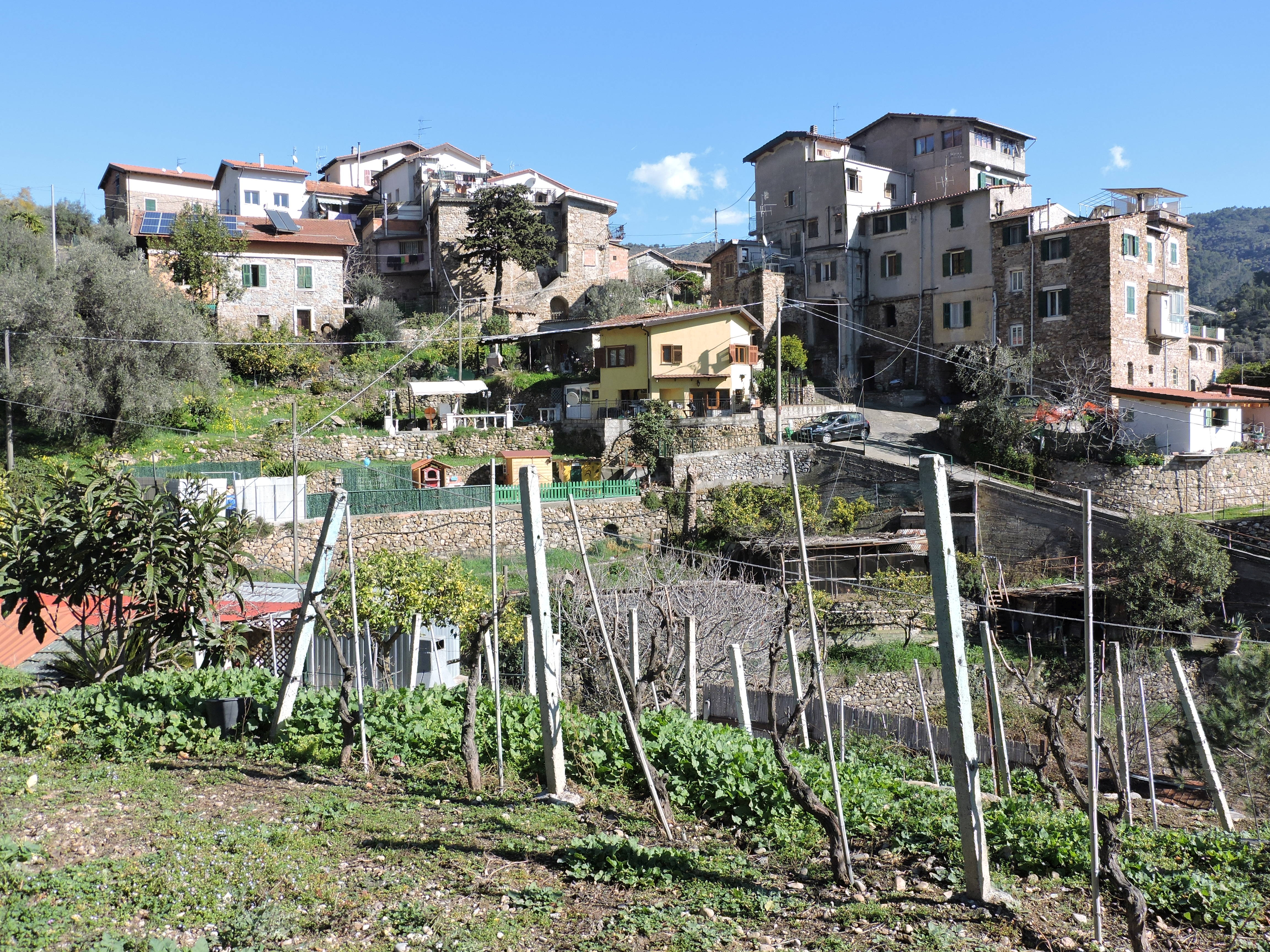
Il centro storico di Varase

Sulla riva destra del fiume Roia, pochi chilometri a nord di Bevera, comprende anche la località di Case Allavena. È raggiungibile dall'autostrada tramite la bretella che la collega a Bevera e alla statale del Tenda.
È sede di un centro ippico che occupa buona parte del suo territorio.

## Frazioni poste lungo la valle Bevera

### Bevera
È posta alle pendici sud-est del Monte Pozzo, verso la confluenza del torrente Bevera con le acque del fiume Roia, a quattro chilometri dal capoluogo. Vi è anche una fermata della ferrovia Cuneo-Limone-Ventimiglia.

### Calvo
Frazione della val Bevera, snodo tra Bevera, San Pancrazio, Serro Superiore ed Inferiore, Torri e San'Antonio.

### San Pancrazio
Sulla riva destra del torrente Bevera, a 1 km da Calvo.

### Serro Inferiore
Frazione comunali della val Bevera, al di sopra della frazione di San Pancrazio.

### Serro Superiore
Piccolo borgo frazionale posto sulle alture della val Bevera.

### Torri
È una delle frazioni interne di Ventimiglia più popolate. Situato al termine della strada carrozzabile che risale la val Bevera, il grosso borgo di Torri presenta un centro storico caratteristico, con i tipici carrugi liguri e alcuni passaggi coperti. La chiesa parrocchiale, dedicata alla Madonna Addolorata, ha un interno barocco ed è affiancata dal piccolo oratorio di San Luigi.
La borgata di Torri Superiore è stata recentemente restaurata ed ospita attualmente un ecovillaggio.